# Joy Nwosu Lo-Bamijoko
Joy Ifeoma Nroli Nwosu Lo-Bamijoko (sinh ngày 27 tháng 8 năm 1940) là một nhà nghiên cứu dân tộc học Nigeria, nhạc trưởng hợp xướng, nhà phê bình âm nhạc và giọng nữ cao. Một giáo viên âm nhạc tại Unilag, cô đã thúc đẩy các buổi biểu diễn Bel canto ở Nigeria để phát triển sự quan tâm đến phong cách hát opera và tiếng Ý. Bà đã thực hiện hơn 50 buổi hòa nhạc solo hoặc nhóm tại Nigeria và một số quốc gia khác.
Năm 1968, bà xuất bản cuốn sách "Điện ảnh e Châu Phi" cho Aracne editrice, một tác phẩm về người châu Phi trong điện ảnh.

## Đời sống
Nwosu được sinh ra ở Enugu trong gia đình Charles Belonwu, một mục sư và Deborah Nwosu  cả hai cha mẹ đều là thành viên của dàn hợp xướng nhà thờ của họ. Nwosu sớm gia nhập cha mẹ bà với tư cách là một ca sĩ với dàn hợp xướng Faith Terbanacle Church. Bà tiếp tục ca hát như một sở thích trong giáo dục trung học của mình và trong khi bà có được chứng chỉ giảng dạy cấp II tại Holy Rosary College, Enugu. Khi còn ở trường đại học, bà đã đại diện cho nó trong các cuộc thi hợp xướng khác nhau và giành được bảy cuộc thi hát solo tại Liên hoan nghệ thuật Enugu. Sau khi hoàn thành việc học tại Holy Rosary, bà vẫn ở lại với tư cách là một giáo viên. Holy Rosary College là một trường công giáo; các nữ tu nhận thấy tài năng ca hát của Nwosu đã cho bà học bổng học nhạc tại trường đại học âm nhạc ở Dublin. Bà cũng có được một học bổng của chính phủ khu vực phương Đông với cơ hội học tập âm nhạc ở Rome. Nwosu đã chọn Rome và học giọng nói tại Nhạc viện Do Musica Santa Cecilia. Bà khởi hành đến Ý vào năm 1962 nhưng trước khi được nhận vào trường, cô đã phải thử giọng và tham gia các bài học tiếng Ý. Bà đã hoàn thành các nghiên cứu sau khi dành năm năm tại người bảo quản và tiếp theo với các khóa học bổ sung về truyền thông đại chúng. Ở Ý, bà được đặc trưng trong các vai trò hoạt động như Puccini's Turandot tại Nhà hát Vườn của Gand Gando  và cũng nhận thêm công việc ở Cleopatra và Tenth Victim. Sau đó, bà xuất hiện trong một bộ phim được chiếu nhỏ, Giovanni Vento's, Ill Nero năm 1966.

## Nghề nghiệp
Khi trở về từ châu Âu, cô làm việc như một nhà sản xuất với Tập đoàn truyền hình Nigeria (NBC). Tại NBC, bà thành lập một nhóm nhạc. Năm 1973, nhóm phát hành bài hát UWAM theo bản thu Decca đã trở thành hit. Sự phổ biến của bài hát đã dẫn đến sự xuất hiện của đài phát thanh và truyền hình nhiều hơn cho Nwosu; trong khoảng thời gian từ 1975 đến 1975, bà đã biểu diễn trong chương trình Đêm văn hóa trên NBC. Trong Festac, cô là giọng nữ cao trong Festac Cantata của Ayo Bankole và trợ lý giám đốc chương trình âm nhạc cho các lễ hội. Trong khoảng thời gian tham gia nhóm hợp xướng của Lazarus Ekwueme và cùng nhóm đến Ghana và nhiều tiểu bang khác nhau ở Nigeria để biểu diễn hợp xướng. Năm 1975, bà rời NBC để trở thành giảng viên của Đại học Lagos.
Nwosu không có bằng tiến sĩ và gặp phải sự phản đối trong giới học thuật từ các giảng viên như Akin Euba, người không cảm thấy mình xứng đáng với vị trí trong khoa. Năm 1978, bà được nhận vào Michigan để lấy bằng tiến sĩ và hoàn thành năm 1981. Khi trở về từ Michigan, Nwosu đã có thể thu hút được sự tôn trọng nhiều hơn giữa các đồng nghiệp nam thống trị của cô. Trong khoảng thời gian từ 1986 đến 1987, bà là trưởng phòng âm nhạc và sau đó là trưởng phòng âm nhạc tại trung tâm nghiên cứu văn hóa.
Nwosu rời khỏi hợp xướng của Ekwueme để thành lập nhóm của riêng mình, Joy Nwosu và Nhóm nhạc của bà vào đầu những năm 1980. Năm 1985, nhóm đã biểu diễn ba ngày tại Nhà hát Nghệ thuật Quốc gia, Iganmu để kỷ niệm Năm Thánh bạc Nigeria.

## Cuộc sống về sau
Nwosu đã nghỉ hưu từ Unilag vào cuối những năm 1990 và đến Mỹ Ở Mỹ, bà đã cố gắng để có được một cuộc hẹn ở trường đại học và sau đó làm trợ lý chăm sóc tại nhà một thời gian ngắn trước khi trở thành giáo viên âm nhạc tại một trường trung học ở New Jersey. Bà đã viết hai cuốn sách, Gương của cuộc đời chúng ta và Truyền thuyết về xác sống: Thần thoại Igbo.